# Kosterfjorden
58°52′18″N 11°05′31″Ø / 58.87167°N 11.09194°Ø
Kosterfjorden er farvandet mellem fastlandskystens yderste skærgård og Kosterøerne og skærgården syd for Sydkoster, i Bohuslän ved Sveriges vestkyst sydvest for byen Strømstad. Mod nord går Kosterfjorden over i Säcken og mod syd i Väderöfjorden. mod vest ligger Skagerrak. Kosterfjorden er en del af Norra Bohusläns kustvatten.
Gennem Kosterfjorden går en dyb rende,  som i syd fortsætter gennem Väderöfjorden og som mod  nord står i forbindelse med Norske Rende.
I renden fiskes rejer (nordhavsrejer, Pandalus borealis) med trawl og på de grundere lersletter fiskes jomfruhummer (Nephrops norvegicus) med tejn.
Kosterfjorden er en del af Sveriges første marine nationalpark, Kosterhavets nationalpark.

## Eksterne kilder og henvisninger
- High-Latitude Bioerosion: The Kosterfjord Experiment (Webside ikke længere tilgængelig)